# Bantheville
Bantheville é uma comuna francesa na região administrativa de Grande Leste, no departamento de Meuse. Estende-se por uma área de 14,28 km². Em 2010 a comuna tinha 119 habitantes (densidade: 8,3 hab./km²).